# Olivia Schough
Olivia Schough ( PRONÚNCIA; Vanered, 11 de março de 1991) é uma futebolista sueca, que atua como meio-campista. Atualmente (2023), joga pelo FC Rosengård, clube sediado na cidade de Malmö na Suécia. Integra a Seleção Sueca de Futebol Feminino desde 2013.

## Carreira
Olivia Schough integrou a  Seleção Sueca de Futebol Feminino na Copa do Mundo de Futebol Feminino de 2023, tendo a Suécia ficado em 3.º lugar, e conquistado a medalha de bronze.

## Clubes
Jogou por vários clubes:
- Falkenbergs FF (2007-2009)
- Göteborg FC (2009-2013)
- FC Bayern München (2013-2014)
- WFC Rossiyanka (2014)
- Eskilstuna United DFF (2015 -2017 )
- Göteborg FC (2018)
- Djurgården (2019-2020)
- FC Rosengård (2021-)

## Títulos
Olivia Schough conquistou vários títulos durante a sua carreira desportiva:
- Jogos Olímpicos – Futebol feminino -  2016,  2020
- Copa do Mundo de Futebol Feminino -  2023
- Campeonato Sueco de Futebol Feminino -  2021,  2022
- Copa da Suécia de Futebol Feminino –  2012/2013,  2021/2022
- Supercopa da Suécia de Futebol Feminino -  2013
- Algarve Cup –  2018,  2020